# Pop delavnica 1988
Finale VI. Pop delavnice je potekal 11. junija 1988 v Športnem parku Vrhnika. V tekmovalnem delu se je predstavilo 21 pesmi, ki so se potegovale za nagrade, kot gostje pa so nastopili Janez Bončina - Benč z Junaki nočne kronike, Čudežna polja, Don Juan, Obvezna smer, Zoran Predin in Lačni Franz ter Bora Đorđević z Ribljo čorbo. Prireditev sta vodila Saša Einsiedler in Janko Ropret.

## Tekmovalne skladbe
| #   | Naslov pesmi          | Izvajalec      |
| --- | --------------------- | -------------- |
| 1.  | Na zabavo vsi hitijo  | Sandra Dimnik  |
| 2.  | Tvoj Romeo            | skupina Romeo  |
| 3.  | Ne odhajaj            | Zlatko Dobrič  |
| 4.  | Ne joči za njim, srce | Majda Arh      |
| 5.  | Vem                   | duo Regina     |
| 6.  | Lepe ženske           | Pandan         |
| 7.  | Krila najine ljubezni | Jonatan Jon    |
| 8.  | O, ne                 | Tanja Caserman |
| 9.  | Pobegniva proč        | Pop Design     |
| 10. | Halo, gospod kaplan   | Pink Panter    |
| 11. | Ne morem nazaj        | Avtomobili     |
| 12. | Vrni se               | Karma          |
| 13. | V objemu              | Igra           |
| 14. | Mesto spi             | Herry Blue     |
| 15. | Tvoja                 | Café           |
| 16. | Dobro in zlo          | Šank rock      |
| 17. | Nori časi             | De Gazelas     |
| 18. | Ne verjemi ljudem     | Big Ben        |
| 19. | Himna mladosti        | Agropop        |
| 20. | Mali bogovi           | Martin Krpan   |
| 21. | Prvi tvoj poljub      | Moulin Rouge   |

## Nagrade
Nagrade občinstva
- 1. nagrada: Café − Tvoja
- 2. nagrada:
  - Majda Arh − Ne joči za njim, srce (Dare Petrič)
  - Martin Krpan − Mali bogovi
- 3. nagrada: Avtomobili – Ne morem nazaj

Nagrada strokovne komisije
- Café – Tvoja

Nagrada za najbolj obetavno skupino
- Café

Nagrada za najboljši scensko-vizualni nastop
- Jonatan Jon

Nagrada za besedilo
- Vlado Kreslin, Mali bogovi

## Predtekmovalne radijske oddaje
V okviru serije 10 oddaj z naslovom Pop delavnica '88, ki so potekale od januarja do maja/junija na II. programu Radia Ljubljana, vodil jih je Janko Ropret, so poslušalci z glasovanjem z glasovalnimi kuponi revije Stop vsak teden izbrali enega finalista. V vsaki oddaji se je za mesto v finalu potegovalo 10 pesmi: prvi teden 11 novih, vsak nadaljnji teden pa 5 novih in 5 najboljših (nezmagovalnih) predhodnega tedna. V predtekmovanju niso bile predstavljene vse skladbe, prispele na natečaj, ki je trajal od novembra 1987 do 31. marca 1988, ampak le 56.
1. oddaja
| Naslov pesmi         | Izvajalec       | Št. glasov |
| -------------------- | --------------- | ---------- |
| Na zabavo vsi hitijo | Sandra Dimnik   | 68         |
| Vrni se              | Rdeči baron     | 16         |
| Na moje prsi         | Alex Gagarin    | 3          |
| Ženska sem           | Tatjana Dremelj | 36         |
| Tvoj Romeo           | skupina Romeo   | 63         |
| Ne boš me imel       | Urša            | 11         |
| Rešimo svet          | Ekipa 87        | 18         |
| Ti si moje vse       | Fair Play       | 35         |
| Anda                 | Tolovaji        | 20         |
| Zapleši z mano       | Melos           | 18         |
| Prosim, pleši        | Davor Božič     | 62         |

2. oddaja
| Naslov pesmi          | Izvajalec       | Št. glasov |
| --------------------- | --------------- | ---------- |
| Zate                  | Bazar           | 26         |
| Ne odhajaj            | Zlatko Dobrič   | 106        |
| Spomni se name        | Aleksander Jež  | 35         |
| Ne joči za njim, srce | Majda Arh       | 143        |
| Vem                   | duo Regina      | 93         |
| Anda                  | Tolovaji        | 13         |
| Ti si moje vse        | Fair Play       | 94         |
| Ženska sem            | Tatjana Dremelj | 33         |
| Prosim, pleši         | Davor Božič     | 96         |
| Tvoj Romeo            | skupina Romeo   | 209        |
| Na zabavo vsi hitijo  | Sandra Dimnik   | −          |

3. oddaja
| Naslov pesmi           | Izvajalec     | Št. glasov |
| ---------------------- | ------------- | ---------- |
| Ne pusti me več čakati | Kristali      | 92         |
| Rožo imaš v laseh      | Melanholiki   | 24         |
| Vse ali nič            | Stane Vidmar  | 19         |
| Štoparka               | Bolero        | 21         |
| Pesem v meni, to si ti | Simona Weiss  | 43         |
| Vem                    | duo Regina    | 66         |
| Ti si moje vse         | Fair Play     | 84         |
| Prosim, pleši          | Davor Božič   | 50         |
| Ne odhajaj             | Zlatko Dobrič | 192        |
| Ne joči za njim, srce  | Majda Arh     | 116        |
| Tvoj Romeo             | skupina Romeo | −          |

4. oddaja
| Naslov pesmi           | Izvajalec     | Št. glasov |
| ---------------------- | ------------- | ---------- |
| Tvoje mesto spi        | Drevored      | 4          |
| Prvi tvoj poljub       | Moulin Rouge  | 57         |
| Mars                   | Dada          | 21         |
| Ne morem nazaj         | Avtomobili    | 7          |
| Nori časi              | De Gazelas    | 20         |
| Prosim, pleši          | Davor Božič   | 25         |
| Vem                    | duo Regina    | 230        |
| Ti si moje vse         | Fair Play     | 110        |
| Ne pusti me več čakati | Kristali      | 18         |
| Ne joči za njim, srce  | Majda Arh     | 277        |
| Ne odhajaj             | Zlatko Dobrič | −          |

5. oddaja
| Naslov pesmi          | Izvajalec    | Št. glasov |
| --------------------- | ------------ | ---------- |
| Moja dama             | Kompas       | 5          |
| Mravljinci            | Ropop        | 3          |
| O, ja, ja, ja         | Veter        | 20         |
| Ljubezen umrla ne bo  | Miki Šarac   | 104        |
| Ti si moja glasba     | Faraoni      | 10         |
| Mars                  | Dada         | 15         |
| Prosim, pleši         | Davor Božič  | 25         |
| Prvi tvoj poljub      | Moulin Rouge | 37         |
| Ti si moje vse        | Fair Play    | 79         |
| Vem                   | duo Regina   | 303        |
| Ne joči za njim, srce | Majda Arh    | −          |

6. oddaja
| Naslov pesmi          | Izvajalec             | Št. glasov |
| --------------------- | --------------------- | ---------- |
| Lepe ženske           | Pandan                | 664        |
| Skrivnostni svet      | Bojan Rakovec         | 347        |
| Krila najine ljubezni | Jonatan Jon           | 498        |
| Chanson d'amour       | Prepozno za krokodile | 48         |
| Ne verjamem ti        | Dinamik               | 20         |
| O, ja, ja, ja         | Veter                 | 34         |
| Prosim, pleši         | Davor Božič           | 28         |
| Prvi tvoj poljub      | Moulin Rouge          | 45         |
| Ti si moje vse        | Fair Play             | 23         |
| Ljubezen umrla ne bo  | Miki Šarac            | 95         |
| Vem                   | duo Regina            | −          |

7. oddaja
| Naslov pesmi          | Izvajalec              | Št. glasov |
| --------------------- | ---------------------- | ---------- |
| O, ne                 | Tanja Caserman         | 662        |
| Resnica v vinu        | Ten                    | 33         |
| Nina, vrni se         | Mlada pot              | 129        |
| Noč v vroči senci     | Boogie                 | 17         |
| Vsi glodajo kosti     | Don Mentoni Blues Band | 6          |
| Prvi tvoj poljub      | Moulin Rouge           | 45         |
| Chanson d'amour       | Prepozno za krokodile  | 79         |
| Ljubezen umrla ne bo  | Miki Šarac             | 22         |
| Skrivnostni svet      | Bojan Rakovec          | 29         |
| Krila najine ljubezni | Jonatan Jon            | 828        |
| Lepe ženske           | Pandan                 | −          |

8. oddaja
| Naslov pesmi          | Izvajalec                            | Št. glasov |
| --------------------- | ------------------------------------ | ---------- |
| Sinjorina             | Bianco                               | 207        |
| Poljubi me in steci   | Četrta dimenzija                     | 18         |
| Vrni se               | Karma                                | 70         |
| Na noge!              | Janez Bončina & Junaki nočne kronike | 10         |
| Himna mladosti        | Agropop                              | 40         |
| Resnica v vinu        | Ten                                  | 32         |
| Prvi tvoj poljub      | Moulin Rouge                         | 47         |
| Chanson d'amour       | Prepozno za krokodile                | 17         |
| Nina, vrni se         | Mlada pot                            | 15         |
| O, ne                 | Tanja Caserman                       | 273        |
| Krila najine ljubezni | Jonatan Jon                          | −          |

9. oddajo
| Naslov pesmi       | Izvajalec      | Št. glasov |
| ------------------ | -------------- | ---------- |
| Svet za naju dva   | Bambus band    | 539        |
| Rock dispanzer     | Unior          | 7          |
| Ljubimca brez moči | Mix-Max        | 62         |
| Pobegniva proč     | Pop Design     | 1343       |
| Rina               | Irena Tratnik  | 49         |
| Resnica v vinu     | Ten            | 18         |
| Himna mladosti     | Agropop        | 36         |
| Prvi tvoj poljub   | Moulin Rouge   | 31         |
| Vrni se            | Karma          | 85         |
| Sinjorina          | Bianco         | 39         |
| O, ne              | Tanja Caserman | −          |

10. oddaja
| Naslov pesmi        | Izvajalec     | Št. glasov |
| ------------------- | ------------- | ---------- |
| Nocoj               | Dih           | 38         |
| Ostani z njim       | A la mode     | 22         |
| Tvoja               | Café          | 21         |
| Halo, gospod kaplan | Pink Panter   | 735        |
| Kje je ta mož       | Panda         | 8          |
| Sinjorina           | Bianco        | 128        |
| Rina                | Irena Tratnik | 36         |
| Ljubimca brez moči  | Mix-Max       | 4          |
| Vrni se             | Karma         | 17         |
| Svet za naju dva    | Bambus band   | 27         |
| Pobegniva proč      | Pop Design    | −          |

Prvih 10 finalistov so torej izbrali poslušalci:
| #   | Naslov pesmi          | Izvajalec      |
| --- | --------------------- | -------------- |
| 1.  | Na zabavo vsi hitijo  | Sandra Dimnik  |
| 2.  | Tvoj Romeo            | skupina Romeo  |
| 3.  | Ne odhajaj            | Zlatko Dobrič  |
| 4.  | Ne joči za njim, srce | Majda Arh      |
| 5.  | Vem                   | duo Regina     |
| 6.  | Lepe ženske           | Pandan         |
| 7.  | Krila najine ljubezni | Jonatan Jon    |
| 8.  | O, ne                 | Tanja Caserman |
| 9.  | Pobegniva proč        | Pop Design     |
| 10. | Halo, gospod kaplan   | Pink Panter    |

Preostalih 11 pa je izmed vseh skladb, prispelih na natečaj, izbrala strokovna komisija:
| #   | Naslov pesmi      | Izvajalec    |
| --- | ----------------- | ------------ |
| 11. | Ne morem nazaj    | Avtomobili   |
| 12. | Vrni se           | Karma        |
| 13. | V objemu          | Igra         |
| 14. | Mesto spi         | Herry Blue   |
| 15. | Tvoja             | Café         |
| 16. | Dobro in zlo      | Šank rock    |
| 17. | Nori časi         | De Gazelas   |
| 18. | Ne verjemi ljudem | Big Ben      |
| 19. | Himna mladosti    | Agropop      |
| 20. | Mali bogovi       | Martin Krpan |
| 21. | Prvi tvoj poljub  | Moulin Rouge |